# Esondazione (Monet)
Esondazione è un dipinto di Claude Monet. Eseguito nel 1896, è conservato nella National Gallery di Londra.

## Descrizione
Questo scorcio campestre testimonia l'esondazione del fiume Epte, un immissario della Senna, nell'autunno del 1896 presso Giverny, dove Monet si era trasferito nel 1883.